# Gare de Berre
Gare de Berre – przystanek kolejowy w Berre-l’Étang, w departamencie Delta Rodanu, w regionie Prowansja-Alpy-Lazurowe Wybrzeże, we Francji.
Jest przystankiem kolejowym Société nationale des chemins de fer français (SNCF), obsługiwanym przez pociągi TER Provence-Alpes-Côte d’Azur, kursujące między Miramas i Marsylią.